# Epeolus rufulus
Epeolus rufulus är en biart som beskrevs av Cockerell 1941. Epeolus rufulus ingår i släktet filtbin, och familjen långtungebin. Inga underarter finns listade i Catalogue of Life.